# Semiope festiva
Semiope festiva är en skalbaggsart som beskrevs av Francis Polkinghorne Pascoe 1869. Semiope festiva ingår i släktet Semiope och familjen långhorningar. Inga underarter finns listade i Catalogue of Life.